# Ridderorden in Buchara
Het Emiraat Boechara was vanaf 1868 deel van het Russische Keizerrijk. De emirs hebben zich tegen de Russische expansie verzet maar moesten het onderspit delven. Zij bleven als vazallen van de tsaren doorregeren. Toen in 1917 de Sovjet-Unie werd uitgeroepen verklaarde Buchara zich als Volksrepubliek Boechara onafhankelijk. In 1925 werd Buchara deel van de Oezbeekse S.S.R. en daarmee van de Sovjet-Unie.
In 1991 werd Oezbekistan een onafhankelijke republiek.
De ridderorden van de Buchaarse Emirs
- De Orde van de Kroon van het Emiraat Buchara ("Nishoni Todzhi Bukhoroi Dor Us Saltanat") 1896
- De Orde van het Nobele Buchara ("Nishoni Bukhoroi Sharif") 1881
- De Orde van de Ster van Buchara 1860
- De Orde van de Zon van Alexander 1898